# Renato Ribeiro Calixto
Renato Ribeiro Calixto (født 4. oktober 1988) er en brasiliansk fodboldspiller.